# 1. ŽNL Karlovačka 2015./16.
1. ŽNL Karlovačku u sezoni 2015./16. je činilo 10 klubova. Prvenstvo se igralo trokružno, a prvak je nakon 27 kola postao NK Zrinski Ozalj, ali nije ostvario promociju u viši rang. Iz lige su ispali NK Vatrogasac Gornje Mekušje i NK Dobra Sveti Petar.

## Tablica
| Mj. | Klub                         | Sus. | Pobj. | Ner. | Por. | GR.    | Bod.       |
| --- | ---------------------------- | ---- | ----- | ---- | ---- | ------ | ---------- |
| 1.  | NK Zrinski Ozalj             | 27   | 24    | 2    | 1    | 85:8   | 74         |
| 2.  | NK Duga Resa 1929            | 27   | 20    | 3    | 4    | 79:24  | 63         |
| 3.  | NK Mladost Rečica            | 27   | 13    | 4    | 10   | 66:55  | 43         |
| 4.  | NK Ilovac Karlovac           | 27   | 12    | 5    | 10   | 57:55  | 41         |
| 5.  | NK Korana Turanj             | 27   | 11    | 4    | 12   | 48:48  | 37         |
| 6.  | NK Slunj                     | 27   | 9     | 6    | 12   | 38:39  | 33         |
| 7.  | NK Draganić                  | 27   | 8     | 4    | 15   | 30:38  | 28         |
| 8.  | NK Croatia '78 Žakanje       | 27   | 7     | 5    | 15   | 37:72  | 26         |
| 9.  | NK Vatrogasac Gornje Mekušje | 27   | 6     | 5    | 16   | 27:58  | 23         |
| 10. | NK Dobra Sveti Petar         | 27   | 5     | 2    | 20   | 35:105 | 16 (-1) ↓1 |

## Rezultati
| NK Mladost Rečica - NK Vatrogasac Gornje Mekušje 3:2 NK Zrinski Ozalj - NK Draganić 5:0 NK Duga Resa 1929 - NK Dobra Sveti Petar 9:0 NK Ilovac Karlovac - NK Slunj 2:2 NK Korana Turanj - NK Croatia '78 Žakanje 4:1 | NK Korana Turanj - NK Ilovac Karlovac 2:1 NK Slunj - NK Duga Resa 1929 0:0 NK Dobra Sveti Petar - NK Zrinski Ozalj 0:4 NK Draganić - NK Mladost Rečica 1:2 NK Croatia '78 Žakanje - NK Vatrogasac Gornje Mekušje 0:3  | NK Duga Resa 1929 - NK Korana Turanj 3:1 NK Zrinski Ozalj - NK Slunj 3:0 NK Mladost Rečica - NK Dobra Sveti Petar 12:1 NK Vatrogasac Gornje Mekušje - NK Draganić 0:3 NK Ilovac Karlovac - NK Croatia '78 Žakanje 3:5 |
| NK Korana Turanj - NK Zrinski Ozalj 0:2 NK Ilovac Karlovac - NK Duga Resa 1929 1:2 NK Slunj - NK Mladost Rečica 3:0 NK Dobra Sveti Petar - NK Vatrogasac Gornje Mekušje 2:2 NK Croatia '78 Žakanje - NK Draganić 1:2 | NK Mladost Rečica - NK Korana Turanj 4:1 NK Zrinski Ozalj - NK Ilovac Karlovac 5:0 NK Vatrogasac Gornje Mekušje - NK Slunj 1:0 NK Draganić - NK Dobra Sveti Petar 3:1 NK Duga Resa 1929 - NK Croatia '78 Žakanje 10:0 | NK Korana Turanj - NK Vatrogasac Gornje Mekušje 0:3 NK Ilovac Karlovac - NK Mladost Rečica 5:2 NK Duga Resa 1929 - NK Zrinski Ozalj 0:0 NK Slunj - NK Draganić 2:0 NK Croatia '78 Žakanje - NK Dobra Sveti Petar 4:0  |
| NK Draganić - NK Korana Turanj 2:2 NK Vatrogasac Gornje Mekušje - NK Ilovac Karlovac 1:1 NK Mladost Rečica - NK Duga Resa 1929 0:2 NK Dobra Sveti Petar - NK Slunj 2:0 NK Zrinski Ozalj - NK Croatia '78 Žakanje 5:1 | NK Korana Turanj - NK Dobra Sveti Petar 3:1 NK Ilovac Karlovac - NK Draganić 0:1 NK Duga Resa 1929 - NK Vatrogasac Gornje Mekušje 3:0 NK Zrinski Ozalj - NK Mladost Rečica 2:0 NK Croatia '78 Žakanje - NK Slunj 1:1  | NK Slunj - NK Korana Turanj 2:2 NK Dobra Sveti Petar - NK Ilovac Karlovac 3:5 NK Draganić - NK Duga Resa 1929 0:0 NK Vatrogasac Gornje Mekušje - NK Zrinski Ozalj 0:6 NK Mladost Rečica - NK Croatia '78 Žakanje 4:1  |
| NK Vatrogasac Gornje Mekušje - NK Mladost Rečica 3:2 NK Draganić - NK Zrinski Ozalj 0:3 NK Dobra Sveti Petar - NK Duga Resa 1929 0:4 NK Slunj - NK Ilovac Karlovac 1:4 NK Croatia '78 Žakanje - NK Korana Turanj 2:4 | NK Ilovac Karlovac - NK Korana Turanj 4:0 NK Duga Resa 1929 - NK Slunj 3:0 NK Zrinski Ozalj - NK Dobra Sveti Petar 5:1 NK Mladost Rečica - NK Draganić 2:1 NK Vatrogasac Gornje Mekušje - NK Croatia '78 Žakanje 0:2  | NK Korana Turanj - NK Duga Resa 1929 0:1 NK Slunj - NK Zrinski Ozalj 0:4 NK Dobra Sveti Petar - NK Mladost Rečica 1:3 NK Draganić - NK Vatrogasac Gornje Mekušje 0:0 NK Croatia '78 Žakanje - NK Ilovac Karlovac 1:1  |
| NK Zrinski Ozalj - NK Korana Turanj 3:0 NK Duga Resa 1929 - NK Ilovac Karlovac 6:4 NK Mladost Rečica - NK Slunj 2:1 NK Vatrogasac Gornje Mekušje - NK Dobra Sveti Petar 1:3 NK Draganić - NK Croatia '78 Žakanje 1:2 | NK Korana Turanj - NK Mladost Rečica 1:5 NK Ilovac Karlovac - NK Zrinski Ozalj 0:3 NK Slunj - NK Vatrogasac Gornje Mekušje 1:1 NK Dobra Sveti Petar - NK Draganić 2:0 NK Croatia '78 Žakanje - NK Duga Resa 1929 2:3  | NK Vatrogasac Gornje Mekušje - NK Korana Turanj 0:2 NK Mladost Rečica - NK Ilovac Karlovac 3:1 NK Zrinski Ozalj - NK Duga Resa 1929 4:0 NK Draganić - NK Slunj 0:2 NK Dobra Sveti Petar - NK Croatia '78 Žakanje 0:1  |
| NK Korana Turanj - NK Draganić 1:0 NK Ilovac Karlovac - NK Vatrogasac Gornje Mekušje 2:0 NK Duga Resa 1929 - NK Mladost Rečica 7:0 NK Slunj - NK Dobra Sveti Petar 3:1 NK Croatia '78 Žakanje - NK Zrinski Ozalj 0:3 | NK Dobra Sveti Petar - NK Korana Turanj 2:3 NK Draganić - NK Ilovac Karlovac 1:1 NK Vatrogasac Gornje Mekušje - NK Duga Resa 1929 0:1 NK Mladost Rečica - NK Zrinski Ozalj 1:1 NK Slunj - NK Croatia '78 Žakanje 2:2  | NK Korana Turanj - NK Slunj 1:0 NK Ilovac Karlovac - NK Dobra Sveti Petar 0:2 NK Duga Resa 1929 - NK Draganić 3:1 NK Zrinski Ozalj - NK Vatrogasac Gornje Mekušje 5:0 NK Croatia '78 Žakanje - NK Mladost Rečica 1:1  |
| NK Croatia '78 Žakanje – NK Dobra Sveti Petar 6:2 NK Duga Resa 1929 – NK Slunj 2:0 NK Korana Turanj – NK Vatrogasac Gornje Mekušje 1:1 NK Mladost Rečica – NK Draganić 1:0 NK Zrinski Ozalj – NK Ilovac Karlovac 6:1 | NK Croatia '78 Žakanje – NK Ilovac Karlovac 2:4 NK Dobra Sveti Petar – NK Korana Turanj 0:5 NK Draganić – NK Duga Resa 1929 4:1 NK Slunj – NK Zrinski Ozalj 1:2 NK Vatrogasac Gornje Mekušje – NK Mladost Rečica 4:1  | NK Ilovac Karlovac – NK Slunj 1:0 NK Zrinski Ozalj –NK Draganić 1:0 NK Duga Resa 1929 – NK Vatrogasac Gornje Mekušje 2:0 NK Mladost Rečica – NK Dobra Sveti Petar 10:0 NK Korana Turanj – NK Croatia '78 Žakanje 5:0  |
| NK Korana Turanj – NK Ilovac Karlovac 1:2 NK Croatia '78 Žakanje – NK Mladost Rečica 1:1 NK Dobra Sveti Petar – NK Duga Resa 1929 2:5 NK Vatrogasac Gornje Mekušje – NK Zrinski Ozalj 0:2 NK Draganić – NK Slunj 0:1 | NK Ilovac Karlovac – NK Draganić 1:0 NK Slunj – NK Vatrogasac Gornje Mekušje 4:0 NK Zrinski Ozalj – NK Dobra Sveti Petar 3:0 NK Duga Resa 1929 – NK Croatia '78 Žakanje 8:0 NK Mladost Rečica – NK Korana Turanj 2:2  | NK Mladost Rečica – NK Ilovac Karlovac 1:4 NK Korana Turanj – NK Duga Resa 1929 0:1 NK Croatia '78 Žakanje – NK Zrinski Ozalj 0:3 NK Dobra Sveti Petar – NK Slunj 1:5 NK Vatrogasac Gornje Mekušje – NK Draganić 0:1  |
| NK Ilovac Karlovac – NK Vatrogasac Gornje Mekušje 5:2 NK Draganić – NK Dobra Sveti Petar 5:0 NK Slunj – NK Croatia '78 Žakanje 1:0 NK Zrinski Ozalj – NK Korana Turanj 2:1 NK Duga Resa 1929 – NK Mladost Rečica 2:1 | NK Duga Resa 1929 – NK Ilovac Karlovac 1:2 NK Mladost Rečica – NK Zrinski Ozalj 2:1 NK Korana Turanj – NK Slunj 3:0 NK Croatia '78 Žakanje – NK Draganić 1:0 NK Dobra Sveti Petar – NK Vatrogasac Gornje Mekušje 6:2  | NK Ilovac Karlovac – NK Dobra Sveti Petar 2:2 NK Varogasac Gornje Mekušje – NK Croatia '78 Žakanje 1:0 NK Draganić – NK Korana Turanj 4:3 NK Slunj – NK Mladost Rečica 6:1 NK Zrinski Ozalj – NK Duga Resa 1929 2:0   |